# Radio España Independiente
Radio España Independiente, més coneguda com La Pirenaica, per la creença que s'emetia des d'algun lloc dels Pirineus, fou una emissora creada pel Partit Comunista d'Espanya en el marc de la creació d'emissores de ràdio per part de diversos partits comunistes d'Europa durant la Segona Guerra Mundial com un element més de la lluita pels seus propòsits.
Aquesta emissora es crea a instàncies de Dolores Ibárruri, Pasionaria, que també faria, a vegades, de locutora, com ho fou també la seua secretària personal Irene Lewy Rodríguez; i comença a emetre des de Moscou el 22 de juliol de 1941.
Juntament amb els informatius en castellà de la BBC i Ràdio França Internacional, Radio España Independiente, lògicament amb tots els seus defectes, seria l'única informació radiofònica no controlada pel règim de Franco després del decret que atorgava el monopoli dels informatius a Radio Nacional de España, per tant, el simple fet d'atrevir-se a sintonitzar-la ja era un gest d'oposició al franquisme.
Després de l'atac alemany a la Unió Soviètica i davant la proximitat de les tropes alemanyes a Moscou és traslladada a la ciutat d'Ufà, a la República Autònoma de Baixkortostan.
El 5 de gener de 1955, per raons no del tot explicades, però que podrien estar relacionades amb la presència de la Unió Soviètica a Nacions Unides o amb un repartiment de les activitats entre els seus països satèl·lits, l'emissora es trasllada al que seria el seu emplaçament definitiu, la capital de Romania, Bucarest.
A partir de 1960 és dotada amb millors mitjans tècnics per millorar la seva cobertura i plantar cara a les interferències causades per les autoritats franquistes per mitjà d'emissors propis i d'aliats, com els existents a Pals (l'Empordà, que eren dels Estats Units d'Amèrica). És en aquesta època que es comencen a utilitzar tècniques com l'enregistrament en cinta dels programes i l'emissió per sorpresa en diferents freqüències simultànies.
Després de l'arribada de la democràcia a Espanya, el 14 de juliol de 1977, Radio España Independiente emet l'últim programa des de Madrid, retransmetent la primera sessió de les Corts que havien de començar a elaborar la Constitució espanyola.
Armand Balsebre i Rosario Fontova han publicat el llibre Las cartas de La Pirenaica, que és un recull de cartes rebudes per l'emissora, ja que durant dues generacions fou l'única via de comunicació no controlada pel règim franquista.